# Skylark (album)
Pour les articles homonymes, voir Skylark.
Albums de Renee Olstead
Renee Olstead
(2004)
Skylark est le deuxième album studio paru sur un label important de la chanteuse de jazz et actrice Renee Olstead ; il est sorti le 27 janvier 2009.

## Chansons
| No  | Titre                                           | Durée |
| --- | ----------------------------------------------- | ----- |
| 1.  | Midnight Man                                    | 3:02  |
| 2.  | Lover Man                                       | 5:02  |
| 3.  | Stars Fell On Alabama                           | 3:15  |
| 4.  | My Baby Just Cares For Me                       | 3:03  |
| 5.  | When I Fall In Love (avec Chris Botti)          | 4:43  |
| 6.  | Thanks For The Boogie Ride                      | 3:01  |
| 7.  | Hold Me Now                                     | 4:02  |
| 8.  | Skylark                                         | 4:12  |
| 9.  | Midnight In Austin Texas (avec Robert Randolph) | 3:25  |
| 10. | Hit the Road Jack                               | 3:22  |
| 11. | You've Changed                                  | 3:27  |
| 12. | Ain't We Got Fun                                | 2:45  |
| 13. | Nothing But The Blame                           | 4:11  |